# Michael Holm (duatleta)
Michael Holm es un deportista danés que compitió en duatlón. Ganó una medalla de plata en el Campeonato Europeo de Duatlón de 1990.

## Palmarés internacional
| Campeonato Europeo | Campeonato Europeo | Campeonato Europeo | Campeonato Europeo |
| Año                | Lugar              | Medalla            | Prueba             |
| ------------------ | ------------------ | ------------------ | ------------------ |
| 1990               | Zofingen (Suiza)   | Medalla de plata   | Individual         |